# ارتش ۳ ترکیبی گارد
ارتش ۳ ترکیبی گارد (انگلیسی: 3rd Guards Combined Arms Army) ارتش میدانی تسلیحات ترکیبی و یک تشکیلات نظامی در نیروی زمینی روسیه است، که به‌عنوان بخشی از منطقه نظامی جنوبی فعالیت می‌کند. پیشینه شکل‌گیری این ارتش به سال ۲۰۱۴ و تأسیس سپاه دوم ارتش جمهوری خلق لوهانسک بازمی‌گردد، سپس در ۳۱ دسامبر ۲۰۲۲، پس از الحاق استان لوهانسک به روسیه، این یگان بطور رسمی به فدراسیون روسیه ملحق شد و در سال ۲۰۲۴ به یک ارتش ترکیبی تبدیل گردید. ستاد فرماندهی و پادگان ارتش ۲ ترکیبی گارد در شهر لوهانسک قرار دارد.